# Château de Pernštejn
Le château de Pernštejn (en tchèque : Hrad Pernštejn) est un château fort situé sur un rocher au-dessus du village de Nedvědice, près de la rivière Svratka, à 40 km au nord-ouest de Brno (Moravie-du-Sud, République tchèque).
Plusieurs séquences du film Nosferatu, fantôme de la nuit (1979) de Werner Herzog ont été tournées au château, ainsi que certaines scènes du premier épisode de la mini-série La Caverne de la Rose d'Or (le château est celui du roi Romualdo). Luc Besson y tourne quelques plans de Jeanne d'Arc (1999). L'édifice est utilisé dans Les Visiteurs : La Révolution.